# Fronteira República Democrática do Congo–Ruanda
A fronteira entre a República Democrática do Congo e o Ruanda é uma linha de 579 km que separa os territórios da República Democrática do Congo e do Ruanda.

## Descrição

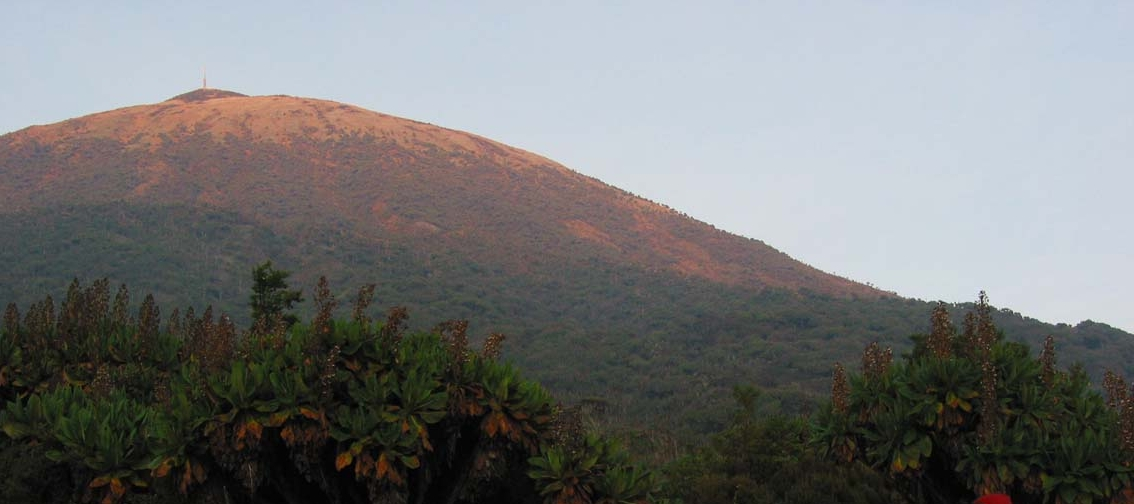
O monte Karisimbi fica sobre a fronteira.

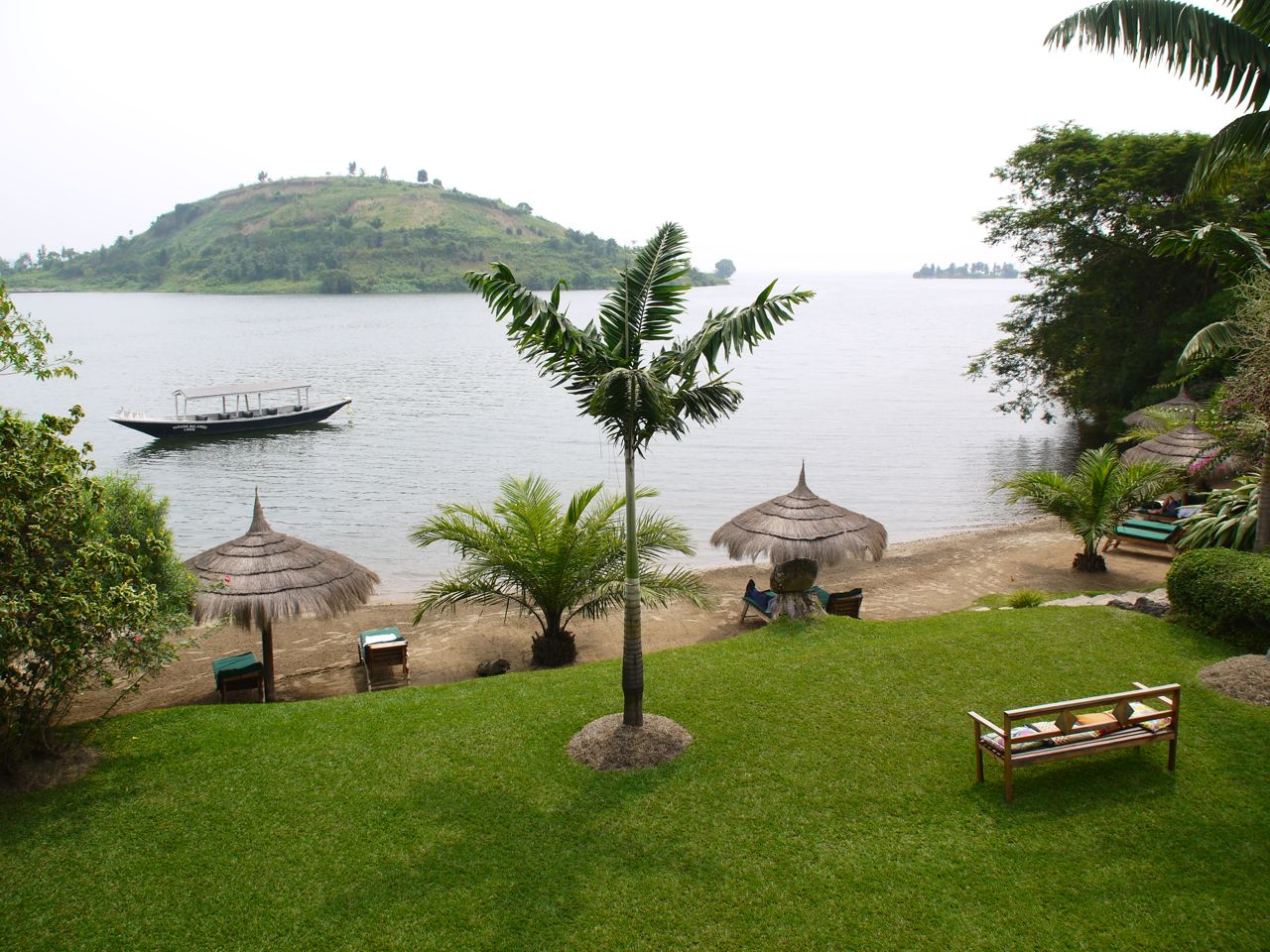
O Lago Kivu na fronteira entre os dois países.

A fronteira congolesa-ruandesa inicia-se na tríplice fronteira com Uganda no Monte Sabyinyo e atravessa uma área montanhosa de origem vulcânica por aproximadamente 37 milhas até o Lago Kivu. O percurso segue ao longo do lago por 71 milhas e depois continua ao longo do talweg do rio Ruzizi . Atinge a confluência dos rios Ruzizi e Ruhwa que marca a tríplice fronteira com o Burundi. 
Apresenta três trechos diferenciados:
- norte, trecho terrestre, indo da tríplice fronteira dos dois países com Uganda, nas proximidades de Ruhengeri e passa pelo Parque Nacional dos Vulcões, pelo vulcão Karisimbi e vai até ao norte do lago Kivu, em Gisenyi;
- central, dentro do lago Kivu, que vai até Cyangugu no extremo sul desse lago
- sul, marcado pelo rio Ruzizi e vai até a tríplice fronteira dos dois países com Burundi;

## História
Foi definida desde que o Império Alemão ali instalou seu protetorado em 1899. Com o final da Primeira Guerra Mundial esse território passou para o domínio da Bélgica, mas as fronteiras foram mantidas.
Houve um breve confronto de fronteira entre os dois países em 2012, que resultou na morte de alguns soldados. Posteriormente, outros bombardeios transfronteiriços aconteceram durante um período de tensões crescentes entre ambos os países em 2022.